# Dariusz Sobkowicz
Dariusz Sobkowicz (ur. 19 lutego 1956 w Warszawie) – menedżer kultury, doktor filozofii, zastępca dyrektora Instytutu Adama Mickiewicza.

## Życiorys
Dariusz Sobkowicz ukończył w 1981 studia filozoficzne w Akademii Teologii Katolickiej w Warszawie. Na tej samej uczelni, obecnie noszącej nazwę Uniwersytetu Kardynała Stefana Wyszyńskiego, obronił w 1990 napisaną pod kierunkiem Mieczysława Lubańskiego pracę doktorską  zatytułowaną Filozoficzne zagadnienia przyrodoznawstwa. Studia podyplomowe (zarządzanie i audyt) odbył na Uniwersytecie Jagiellońskim w 2004.
Działalność zawodową rozpoczął od dziennikarstwa. Pracował w prasie chrześcijańskiej – w latach 1982–1989 w tygodniku Za i przeciw jako kierownik Działu Religijnego, następnie przez cztery lata jako sekretarz redakcji „Przeglądu Katolickiego”. W latach 1996–1998 był redaktorem naczelnym miesięcznika „Biuletyn Informacyjny MKiS”.
Zajmował się także dydaktyką na wyższych uczelniach. W latach 80. i 90. wykładał filozofię (Akademii Teologii Katolickiej) i politykę kulturalną (Szkoła Główna Handlowa, Kolegium Gospodarki Światowej).
Dariusz Sobkowicz służbę publiczną rozpoczął w 1993, jako wicedyrektor Departamentu Upowszechniania Kultury w Ministerstwie Kultury i Sztuki. 
Specjalizował się w zarządzaniu instytucjami kultury. Dwukrotnie pełnił funkcję dyrektora generalnego Ministerstwa Kultury i Dziedzictwa Narodowego, był pierwszym zastępcą dyrektora Teatru Wielkiego-Opery Narodowej, pełnił też rolę zastępcy dyrektora Muzeum Pałacu w Wilanowie. 
W 2008 został zastępcą dyrektora Instytutu Adama Mickiewicza.
17 listopada 2011 został powołany do Rady Muzeum Pałacu w Wilanowie.
Autor rozwiązań z zakresu zarządzania w kulturze, ekspert w zakresie aplikacji Lotus i Xpertis w instytucjach kultury.
Architekt i główny strateg głębokiej reformy  Instytutu Adama Mickiewicza, która uczyniła z  Instytutu Adama Mickiewicza jedną z najlepiej zarządzanych instytucji publicznych w Polsce (według raportu Ernst & Young).
Współzałożyciel podyplomowych studiów dyplomacji kulturalnej w Collegium Civitas.
W kwietniu 2010 miesięcznik Press zamieścił ranking najciekawszych serwisów internetowych poświęconych kulturze. Pierwsze miejsce zajął nadzorowany przez Dariusza Sobkowicza portal Culture.pl.
Odznaczony Brązowym Medalem „Zasłużony Kulturze Gloria Artis” (2005).